# (1094) Сиберия
(1094) Сиберия (лат. Siberia) — небольшой астероид главного пояса, который входит в состав семейства Эвномии. Он был открыт 12 февраля 1926 года советским астрономом Сергеем Ивановичем Белявским в Симеизской обсерватории и назван в честь Сибири, крупнейшего географического региона России, расположенного на северо-востоке Евразии.

Орбита астероида Сиберия и его положение в Солнечной системе
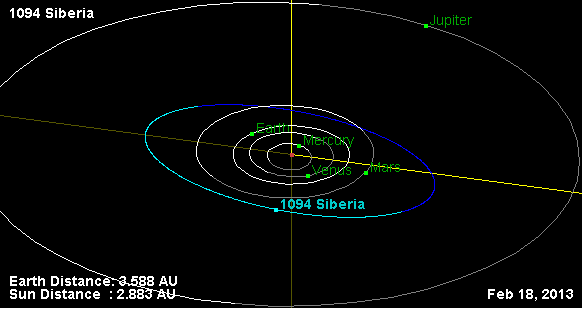
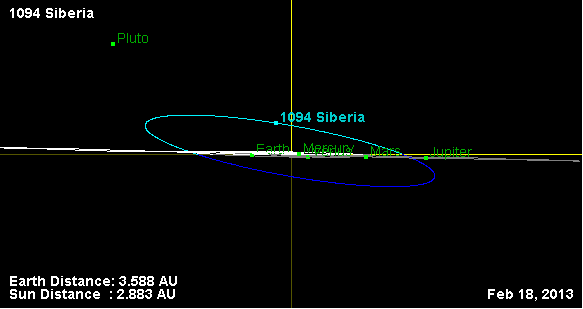